# Glikoprotein P
Glikoprotein P, P-glikoprotein, tudi ABCB1 ali protein MDR1 (angl. multidrug resistance protein 1, protein večkratne odpornosti proti zdravilom 1) je vrsta ABC-prenašalca v celičnih membranah, ki črpa hidrofobne toksine in ksenobiotike iz celic in tako deluje kot nekakšna biološka bariera pred potencialno škodljivimi snovmi za celice. Ima pa tudi pomembno vlogo pri absorpciji in zadrževanju nekaterih učinkovin v celicah; iz celic, vključno rakavih, črpa na primer nekatere kemoterapevtike.

## Vpliv na učinkovitost zdravil
Glikoprotein P se močno izraža v celicah črevesnega epitelija, iz katerih črpa določene toksine in učinkovine nazaj v črevesno svetlino in s tem zmanjšuje njihovo absorpcijo. Prav tako se pomembno izraža v jetrnih celicah, kjer ksenobiotike črpa iz celic v žolč, celicah proksimalnih ledvičnih tubulov, kjer jih črpa v urinski filtrat ter kapilarnih celicah krvno-možganske in krvno-modove pregrade, kjer jih črpa nazaj v kapilare. Normalna ekskrecija ksenobiotikov s pomočjo glikoproteina p nazaj v črevesno svetlino lahko zmanjša učinkovitost nekaterih zdravil, ki so t. i. substrati za glikoprotein p. Nadalje nekatere rakave celice močno izražajo glikoprotein p v svoji membrani in dodatno zmanjšujejo učinkovitost kemoterapevtikov, ki so substrati za glikoprotein p, kar lahko vodi v odpornost proti zdravilu. 

## Součinkovanje med zdravili
Številna zdravila lahko inducirajo ali inhibirajo p-gp in s tem vplivajo na učinkovitost drugih sočasno uporabljenih zdravil, ki so substrati za p-gp. Primer učinkovine, ki inducira p-gp in s tem zmanjša učinkovitost učinkovin, ki so substrati za p-gp, je šentjanževka. Med zaviralce oziroma inhibitorje p-gp pa spadajo na primer amjodaron, klaritromicin, ciklosporin, kolhicin, diltiazem, eritromicin, felodipin, lansoprazol, omeprazol in drugi zaviralci protonske črpalke, nifedipin, paroksetin, sertralin, kinidin, tamoksifen in verapamil.